# 多拉多夸拉
多拉多夸拉是巴西米纳斯吉拉斯州的一个市镇。总面积313.37平方公里，总人口1846人，人口密度5.9人/平方公里。